# Charles Robert Carner
Charles Robert Carner (Chicago, 30 april 1957) is een Amerikaanse tv- en filmregisseur en scenarioschrijver, die voornamelijk gekend is voor het regisseren van talloze  televisiefilms en de bioscoopfilm Witless Protection. Hij trouwde met Debra Sharkey, met wie hij drie kinderen heeft.

## Filmografie

### Als regisseur
- A Killer Among Friends (1992, televisiefilm)
- One Woman's Courage (1994, televisiefilm)
- Vanishing Point (1997, televisiefilm, remake)
- The Fixer (1998, televisiefilm)
- Who Killed Atlanta's Children? (2000, televisiefilm)
- Christmas Rush (2002, televisiefilm)
- Red Water (2003, televisiefilm)
- Judas (2004, televisiefilm)
- Witless Protection (2008, bioscoopfilm)
- J.L. Family Ranch (2016, bioscoopfilm)

### Als scenarist
- Seduced (1985, televisiefilm)
- Gymkata (1985, bioscoopfilm)
- Let's Get Harry (1986, bioscoopfilm)
- Blind Fury (1989, bioscoopfilm)
- Eyes of a Witness (1991, televisiefilm)
- A Killer Among Friends (1992, televisiefilm)
- Vanishing Point (1997, televisiefilm, remake)
- The Fixer (1998, televisiefilm)
- Who Killed Atlanta's Children? (2000, televisiefilm)
- Crossfire Trail (2001, televisiefilm)
- Christmas Rush (2002, televisiefilm)
- Witless Protection (2008, bioscoopfilm)

### Als producent
- Blind Fury (1989, bioscoopfilm)
- The Fixer (1998, televisiefilm)
- Christmas Rush (2002, televisiefilm)
- Red Water (2003, televisiefilm)